# KapanLagi.com
KapanLagi.com – indonezyjski portal internetowy o charakterze informacyjno-rozrywkowym.
Funkcjonuje w ramach spółki zależnej Kapanlagi Youniverse (KLY), należącej do koncernu mediowego Elang Mahkota Teknologi (Emtek).
Serwis dostarcza treści o różnej tematyce, są wśród nich m.in. aktualności i plotki (świat celebrytów, styl życia, kino, muzyka i kuchnia) oraz recenzje filmów i muzyki. Wcześniej w skład KapanLagi.com wchodziły również siostrzane serwisy Vemale, Otosia i Bola.net.
Portal został uruchomiony w 2003 roku, a wśród jego założycieli znaleźli się Steve Christian i Eka Wiharto. Z czasem stał się jednym z najchętniej czytanych serwisów WWW w kraju. Należy do grupy kilku popularnych serwisów informacyjnych w Indonezji, które mają charakter wyłącznie internetowy (nigdy nie powstał drukowany odpowiednik portalu).
W ciągu miesiąca serwis odnotowuje ponad 10 mln wizyt (stan na 2020 rok). W lutym 2022 r. był 21. stroną WWW w kraju pod względem popularności (według danych Alexa Internet).